# 高須台
高須台（たかすだい）は、広島県広島市西区の町名・住宅地名。通称は高須台パークタウン。一丁目から六丁目まである。郵便番号733-0876（広島西郵便局管区）。当地域の人口は4,723人。

## 地理
高須台は広島市中心部から西へ約4km、同市西区のほぼ中央に位置する住宅団地。団地内は平坦な地形で戸建て住宅が立ち並び、団地東部に高須台中央公園と高須台集会所がある。団地内に学校はないが、団地南側の高須には、高須台に隣接して建設された広島市立高須小学校があり、高須台側と高須側の両方に出入り口がある。また、団地西側の古江上には私立の広島学院中学校・高等学校があり、これも高須台に隣接している。団地の北は己斐上、東は己斐西町。

## 歴史
高須台は三菱地所中国支店により計画された団地で、以下の段階を経て造られた。
- 1993年11月 - 造成工事開始。

## 交通

### 鉄道
広島電鉄宮島線高須駅が最寄り駅。
近隣へのアストラムライン延伸、および駅設置の計画がある。

### バス
JR西日本山陽本線西広島駅および広島電鉄本線・宮島線の広電西広島（己斐）駅からは、エイチ・ディー西広島の運行するバスに西広島駅などから乗車。また、団地の近くの西広島バイパス本線上に古江バスストップがあり、広島バスセンターなどから広電バスの郊外線を利用できる。

### 道路
広島市中心部方面からは西広島バイパスの高須出口を降りて「高須4号トンネル (南) 交差点」を右折、逆に団地内から広島市中心部方面へは「高須4号トンネル (北) 交差点」を左折し同バイパスに高須入口から進入。佐伯区方面からは田方出入口で同バイパスを出て、同バイパスの北側の側道を1.5kmほど進めば「高須4号トンネル (北) 交差点」に着くが、この側道の一部は一方通行であるため、逆に佐伯区方面へは「高須4号トンネル (南) 交差点」を右折して同バイパスの南側の側道を利用する必要がある。
なお、北側の側道は西広島バイパスを経由する路線バスの定時運行を確保するため、朝のラッシュ時(07:00 - 08:30)は、側道がある高須ランプ - 田方ランプは路線バスを側道経由とし、側道は路線バス・タクシー及び本線（自動車専用道路）を通行できない車両（125cc以下の自動二輪車・原動機付自転車・小型特殊自動車・軽車両）・歩行者以外は通行禁止となっている。そのためこの時間帯佐伯区方面から高須台に入る場合は上に示した以外の経路を利用しなければならない。

### 施設
ローソン広島高須台店